# Albert Thellung

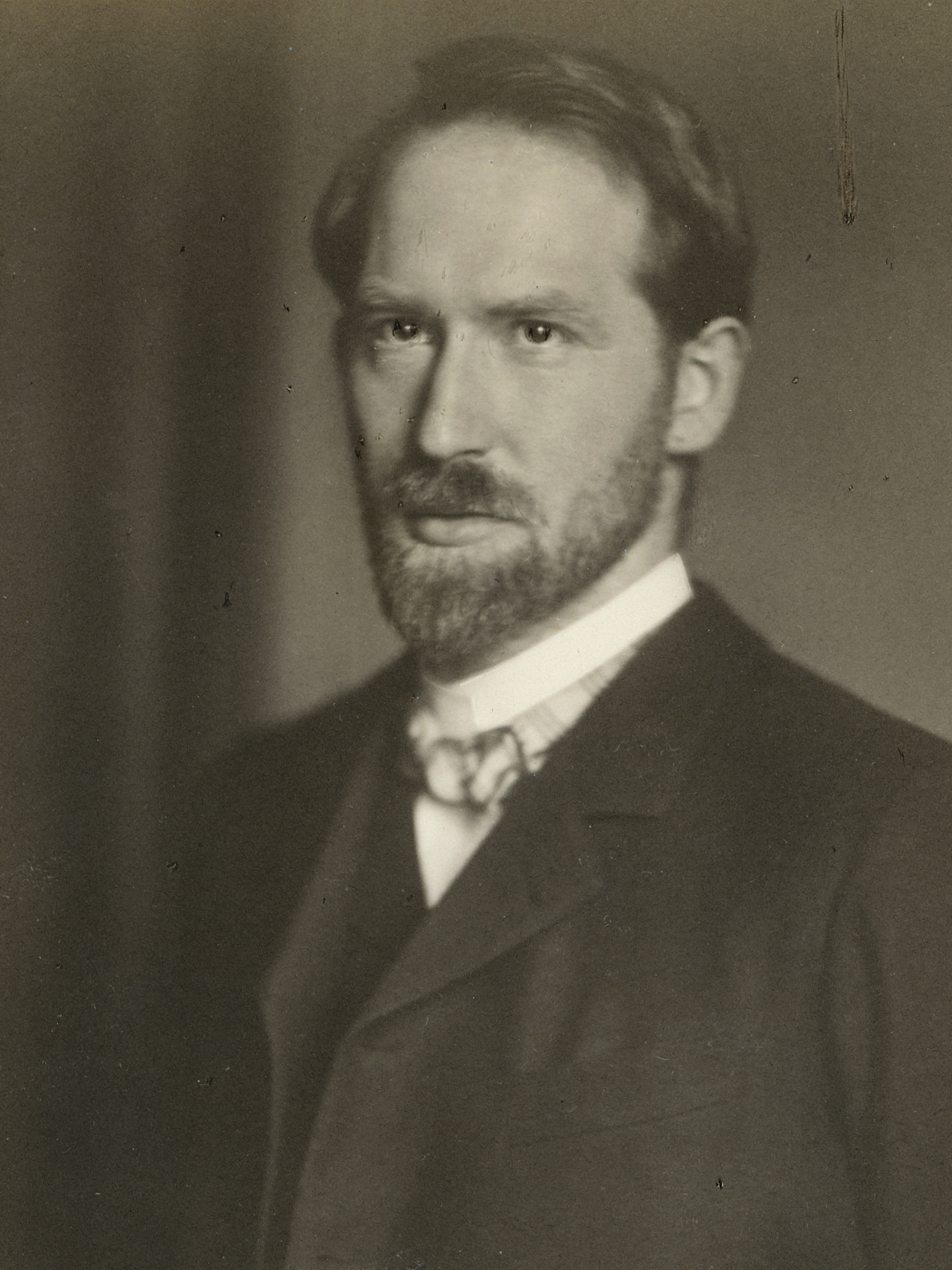
Albert Thellung em 1914.

Albert Thellung (1881 - 1928) foi um botânico suiço.
Foi professor de Botânica na Universidade de Zurique (Universität Zürich). Autor de diversas obras na área da sistemática, com destaque para a sua colaboração na Illustrierte Flora von Mittel-Europa, uma flora da Europa Central, editada em Munique (1906). Especializado no estudo da flora alpina europeia. Publicou sobre pteridófitas e espermatófitas.
Foi sócio da Naturforschende Gesellschaft des Kantons Schaffhausen, uma academia de naturalistas de Schaffhausen.

## Publicações
Entre muitas outras obras, foi autor das seguintes:
- Illustrierte Flora von Mittel-Europa, München : 1906 (co-autor)
- Die Gattung Lepidium (L.) R. Br. : eine monographische Studie, Zürich : Georg, 1906
- Die Entstehung der Kulturpflanzen, Freising-München : Datterer, 1930
- Flora der Schweiz - Exkursionsflora, 1923 (com Hans Schinz)
- Flora der Schweiz - Kritische Flora, 1914 (com Hans Schinz)
- La flore adventice de Montpellier, Cherbourg : LeMaout, 1912
- Die Entstehung der Kulturpflanzen

## Referência
- SCHINZ, Hans, Albert Thellung, 1881-1928, Zurique, 1928.